# Françoise Laurent-Perrigot
Françoise Laurent-Perrigot (* 27. Februar 1950 in Nîmes) ist eine französische Politikerin. Sie ist seit 2008 Mitglied des Senats.
Laurent-Perrigot war Bürgermeisterin von Aigremont. Für den ehemaligen Wahlkreis (Kanton) Lédignan sitzt sie im Generalrat des Départements Gard. Früher war sie auch Mitglied des Conseil régional der Region Languedoc-Roussillon. 2008 wurde sie in den Senat gewählt. Dort gehört sie der Fraktion der Parti socialiste an.